# Alexander Heßler
Friedrich Alexander Heßler (* 16. Juli 1833 in Torgau, Königreich Sachsen; † 9. Februar 1900 in Straßburg, Reichsland Elsaß-Lothringen, Deutsches Kaiserreich) war ein deutscher Theaterschauspieler, Theaterdirektor und -regisseur. Er leitete das neue deutsche Theater in Elsaß-Lothringen seit 1872 und war Mitbegründer des elsässischsprachigen Theaters in Straßburg. Gerhart Hauptmann gestaltete nach ihm den  Theaterdirektor Hassenreuter in seinem bekannten Drama Die Ratten.

## Leben

### Jugend und Buchhändlerlehre
Alexander Heßler war der Sohn des Torgauer Goldschmieds Johann Friedrich Heßler und von Johanna Christiane geborene Lochmann aus Leipzig. Er wuchs bei den Großeltern mütterlicherseits in Leipzig auf und besuchte dort kurzzeitig ein Gymnasium (?). Mit 14 Jahren machte er eine Buchhändlerlehre. Anschließend war er auf Wanderschaft in der Schweiz, Wien, Triest und Venedig, wo er kaufmännisch angestellt war.

### Schauspielertätigkeiten
Anschließend bewarb sich Alexander Heßler bei dem bekannten Schauspiellehrer Bogumil Dawison in Dresden, von dem er nach anfänglicher Ablehnung wegen seines starken sächsischen Dialekts doch unterrichtet wurde, sowie bei der Sängerin und Schauspielerin Franziska Berg. Danach ging er nach Paris, wo er am Conservatoire dramatique einen Abschluss als Schauspieler machte. Dort erlernte er auch die französische Sprache sehr gut.
1857 begann Alexander Heßler seine Bühnenkarriere in Leipzig. Im Folgejahr wechselte er nach Altenburg, wo er bis 1859 blieb. In jenem Jahr nahm er ein Engagement am Stadttheater in Rostock an. Hier trat Heßler einer Freimaurerloge bei, (die Mitglied der Großen Landesloge Deutschlands war). In der Saison 1860/61 war er am Victoria-Theater Berlin beschäftigt und in der folgenden 1861/62 am Stadttheater in Aachen, dem ein Engagement bis 1863 in Krefeld folgte. Für die nächste Theatersaison war Heßler wieder am Theater in Aachen engagiert. Dem folgten Saison am Stadttheater in Danzig (1864/65), am Hoftheater in Coburg (1865/66) sowie am Hoftheater von Kassel (1866–1868). Bis zu dieser Zeit trat er auch als Bariton in Opern auf, danach nur noch als Schauspieler.
1868/69 war er am Stadttheater Bremen, 1869/70 am Stadttheater in Düsseldorf, 1870/71 am Hoftheater in Weimar und 1871 in Freiburg i. Br. Dort besuchte er auch regelmäßig die Freimaurerloge Zur edlen Aussicht.

### Theaterdirektor
1872 wurde Alexander Heßler zum Direktor des neuen kaiserlich-konzessionierten Theaters in Straßburg berufen. Er sollte dort den Theaterbetrieb im gerade eroberten Elsaß-Lothringen aufbauen. Er schuf ein deutsches und ein französisches Theaterensemble, sowie ein Operntheater mit Chor und Orchester und war in den ersten Jahren auch für die Aufführungen in den Stadttheatern in Metz, Mülhausen, Colmar und Hagenau zuständig.
1881 verließ Alexander Heßler Straßburg und wurde Theaterdirektor am Stadttheater Leipzig, dann am dortigen Carolatheater, dann am Residenztheater Hannover, am Tivoli-Theater in Bremen und in Berlin. Er spielte öfter auch selber als Schauspieler.
1886 inszenierte er das Theaterstück Luther-Festspiel von Hans Herrig und spielte selbst die Hauptrolle. Damit trat er zunächst in Berlin auf, und danach in vielen anderen deutschen Städten. 
In diesem Jahr 1886 kehrte Alexander Heßler nach Straßburg als Theaterdirektor zurück und blieb dies bis 1891. 1894 führte er dort als erster ein Theaterstück  im elsässischen Dialekt auf.
Danach zog er nach Berlin und bildete dort junge Schauspieler aus, darunter auch den jungen Gerhart Hauptmann , der dieses allerdings bald wieder aufgab. (Dieser setzte ihm aber später ein literarisches Denkmal in Gestalt des Straßburger Theaterdirektors „Hassenreuter“ in seinem Drama Die Ratten von 1911.)
Danach kehrte Alexander Heßler wieder nach Straßburg zurück und gründete dort 1898 das erste elsässischsprachige Theater mit. 1900 starb er dort.

### Ehe und Nachkommen
Alexander Heßler war mit Ottilie Caroline Hildemann (* 1843) seit 1868 verheiratet. Sie hatten mindestens zwei Kinder, darunter Wolfgang Heßler.

## Charakterisierung
Alexander Heßler konnte sehr liebenswürdig sein. Er hatte stets einen schauspielerischen Pathos an sich. Er trat aber öfter auch sehr herrisch auf.
Ernst Erdmannsdörffer, der aus einer Schauspielerfamilie stammte, äußerte positive Kindheitserinnerungen an ihn

„(...) und uns Kindern war der alte Heßler mit seinem steten Pathos, das ihn nie verließ, eine Quelle der Bewunderung und des Vergnügens, umschwebte ihn doch der Nimbus der geheimnisvollen Theaterwelt, die für Kinder so anziehend ist.“

Der Schauspieler Alois Wohlmuth erlebte Alexander Heßler dagegen um 1873 sehr unsympathisch

„Herr Heßler, der Direktor des neuerbauten Stadttheaters (...) empfing mich mit gezwungenem Lächeln. (...) Gegensätze zu mildern, die Gemüter zu besänftigen, war Heßler der Mann nicht. Er war unbeliebt und wurde wie alle Streber, die durch die Umwälzung des Krieges emporgekommen waren und Hautgout besaßen, »Reichskalifornier« genannt. Gerne mimte er den Herrenmenschen: auf dem Platze vor dem Theater rief er nicht selten laut, daß man es hören konnte: »Seine Majestät der Deutsche Kaiser hat mich auf diesen Posten gestellt: was Bismarck in der Politik, Moltke mit dem Schwert, das bin ich in der Kunst.« Mich schikanierte dieser Übermensch, dem, ach!, noch so viel bis zum Menschen fehlte, wo es nur möglich war (...)“

Und der Theaterwissenschaftler Bernhard von Hülsen konstatierte

„Trotz Heßlers Intendantentätigkeit am Stadttheater und seiner Impulse für die Gründung des ETS [Elsässischen Theaters Straßburg] ist ihm leider die Kanonisierung im Pantheon des NDBA [Nouveau Dictionnaire de biographie alsacienne] nicht vergönnt.“

## Künstlerisches Wirken

### Opernpartien
Alexander Heßler sang als Bariton auch einige Opernpartien wie den „Grafen“ in Figaros Hochzeit, den „Don Giovanni“, den „Pizarro“ im Fidelio, den „Zar“ in Zar und Zimmermann von Lortzing, den „Kühleborn“ in Undine, den „Wolfram“ im Tannhäuser, den „Hans Sachs“ in den Meistersingern und den „Alberich“ im Nibelungenring.

### Publikationen
Alexander Heßler verfasste einige Dramen
- Die beiden Mütter, Drama, 1866
- Im Feindesland,  Drama, 1869, 1874
- Verliebt, verlobt, verloren, Drama, 1874
- Annunciata, epische Dichtung, 1867, 1868

Außerdem gab er die Jahresberichte der Theater in Elsaß-Lothringen mindestens von 1872 bis 1881 heraus.